# Heliconia gigantea
Heliconia gigantea är en enhjärtbladig växtart som beskrevs av Walter John Emil Kress och Julio Betancur. Heliconia gigantea ingår i släktet Heliconia och familjen Heliconiaceae. Inga underarter finns listade.